# Оснић Буково
Оснић Буково (Буково; на влашком Букува) или Ново село је заселак села Оснић који се налази у општини Бољевац у Зајечарском округу у Србији.
Оснић Буково је једно од три „села” које чине Оснић, остала два су Оснић село и Оснић Тимок. Налази се у јужном делу Оснића, на највишем делу села у подножју брда Буково по коме је и добио назив. Кроз заселак пролази Оснићка река која се у овом делу назива Ваља Маре (у преводу велика река).
Заселак има своју месну заједницу, четворогодишњу основну школу „Ђура Јакшић” и културно-уметничко друштво. Старије разреде деца уче у основној школи „Ђура Јакшић“ у Сумраковцу.